# 圣安托南-德拉卡尔姆
圣安托南-德拉卡尔姆（法語：Saint-Antonin-de-Lacalm）是法国奥克西塔尼大区塔恩省的一个市镇，属于阿尔比区和上达杜县。该市镇2009年时的人口 为275人。

## 人口
圣安托南-德拉卡尔姆人口变化图示
| 数据来源：INSEE |